# Salamaua Harbour
Salamaua Harbour (in der deutschen Kolonialzeit Samoahafen genannt) ist eine Bucht an der Südküste des Huongolfs in der Provinz Morobe von Papua-Neuguinea. Sie ist damit Teil der Salomonensee.
Die Bucht wird vom Kernland Papuas im Süden und der Halbinsel Salamaua (englisch Salamaua Peninsula) im Osten gebildet und ist etwa 5 km breit und etwa 4 km tief. Ein Isthmus sowie die eigentliche Halbinsel Salamaua bilden somit das östliche Ufer. Die äußeren Punkte der Bucht bilden der Mission Point im Westen und der Bumung Point (auch Parsee Point, ehemals Kap Parsee, gleichzeitig nördlichster Punkt der Halbinsel Salamaua) im Osten.
Ab 1899 war die Gegend um die Bucht Teil der deutschen Kolonie Neuguinea und kam 1920 unter australische Mandatsverwaltung. Während des Zweiten Weltkriegs kam es in der Gegend zu heftigen Kämpfen, die große Zerstörungen anrichteten.